# Медвянець білолобий
Медвя́нець білолобий (Melidectes leucostephes) — вид горобцеподібних птахів родини медолюбових (Meliphagidae). Ендемік Індонезії.

## Поширення і екологія
Білолобі медвянці мешкають в горах Арфак і Тамрау на півострові Чендравасіх та в горах Факфак і Кумава на півострові Бомберай, що розташовані на північному сході Нової Гвінеї в провінції Західне Папуа. Білолобі медвянці живуть в гірських тропічних лісах. Зустрічаються на висоті від 1000 до 1800 м над рівнем моря.